# Wish You Were Here (cançó)
Wish You Were Here és el títol d'una cançó de l'àlbum Wish You Were Here del grup britànic de rock progressiu Pink Floyd. L'autor d'aquesta peça és Roger Waters que la va escriure en un principi com una poesia en honor de l'antic líder del grup Syd Barrett. Durant la producció de l'àlbum, després que no haguessin tingut notícies de Barrett durant molt de temps, van rebre la visita d'un home que era Syd però molt canviat i que no van reconèixer en un principi. El solo de guitarra de la cançó és de David Gilmour, que va tocar la guitarra acústica als Abbey Road Studios i que va ajudar Waters a acabar la cançó.

## Composició
En l'àlbum original Wish You Were Here, la cançó Have a Cigar té una pista de ràdio ajuntada al final i que continua al principi de Wish You Were Here. Gilmour fa la introducció amb una guitarra acústica de 12 cordes o "twelve-string guitar" que dona l'efecte que toca a la ràdio i tot seguit ja comença la lletra. La ràdio té com a objectiu mostrar una persona que busca una emissora en AM. Al final de la cançó, després d'un solo, apareix un efecte sonor, el mateix que One of These Days de l'àlbum Meddle de 1971 i que introdueix la continuació de Shine On You Crazy Diamond.

## Personal
- Roger Waters - baix, guitarra acústica, efectes sonors
- David Gilmour - guitarra acústica, efectes sonors, veus
- Rick Wright - piano, sintetitzador
- Nick Mason - bateria, efectes sonors
- Stephane Grappelli- violí (al final de la cançó)